# Joseph Stiglitz
Joseph Eugene Stiglitz (Gary, Indiana, 1943. február 9. –) amerikai közgazdász, a Columbia Egyetem professzora. 2001-ben közgazdasági Nobel-emlékdíjjal tüntették ki. Korábban a Világbank alelnöke és vezető közgazdásza, illetve a Gazdasági Tanácsadók Tanácsa (Council of Economic Advisers) elnökségi tagja volt.

## Kutatásai
Stiglitz egyik fő témája a társadalmi egyenlőtlenség és a társadalmi haladás. Egyik művében az Amerikai Egyesült Államok gazdasági válságának fő okát abban látja, hogy a leggazdagabb egy százalék érdekében kormányoznak, miközben az egyenlőtlenséget mutató Gini-index az országban az extrém magas értékhez közelít.
A Világbank alelnökeként jó rálátása volt a globalizációs, nemzetközi fejlesztési folyamatokra, ezek hibáit, korrupciós eseteket, rosszul sikerült fejlesztési kezdeményezéseket ír le A globalizáció és visszásságai című munkájában.

## Magyarul megjelent művei

### Könyvek
- A kormányzati szektor gazdaságtana; ford. Mezei György, fejezetadaptáció Hetényi István et al.; KJK-Kerszöv, Bp., 2000[3]
- A globalizáció és visszásságai; ford. Orbán Gábor, Gavora Zsuzsanna; Napvilág, Bp., 2003[4]
- A viharos kilencvenes évek. A világ eddigi legprosperálóbb tíz évének új története; ford. Gavora Zsuzsanna; Napvilág, Bp., 2005[5]
- Joseph E. Stiglitz–Bruce C. Greenwald: A tanuló társadalom megteremtése. A növekedés, a fejlődés és a társadalmi haladás kérdéseinek új megközelítése; ford. Felcsuti Péter, Vidovics-Dancs Ágnes; Napvilág, Bp., 2016

### Újságcikkek
- Az európai tehén és az afrikai szegény[6]
- A válság utáni válságok[7]
- Működésképtelen fantazmagória az európai takarékosság[8]
- Európa az öngyilkosság felé tart[9]